# Coupe du monde de saut à ski 2018-2019
Navigation
Édition précédente Édition suivante
La coupe du monde de saut à ski 2018-2019 est la 40e édition de la coupe du monde de saut à ski pour les messieurs et la 8e pour les dames, compétition de saut à ski organisée annuellement.
La saison sera entravée par les Championnats du monde de ski nordique qui se déroule 20 février 2019 au 3 mars 2019 à Seefeld.
Chez les messieurs, la troisième édition du Raw Air en Norvège aura lieu du 8 au 17 mars alors que les secondes éditions du Willingen Five et du Planica7 auront lieu à Willingen du 16 au 18 février et à Planica du 22 au 24 mars. A l'image des hommes, le calendrier des dames compte pour la première fois, le Raw Air dans la même période que leurs homologues masculins. Le Russia Tour Blue Bird fait office de finales de la saison féminine.
Les tenants du titre sont le Polonais Kamil Stoch chez les messieurs et la Norvégienne Maren Lundby chez les dames.

## Programme de la saison
La saison des messieurs comporte 35 épreuves (dont 7 par équipe) et celle des dames en compte 27 (dont 2 par équipe),. Une épreuve mixte par équipe devait avoir lieu à Titisee-Neustadt mais a été remplacé par un concours par équipes messieurs pour des raisons financières. Deux épreuves étaient prévues à Vikersund pour le Raw Air mais ont été annulées à cause d'une licence non délivrée par la FIS. Cependant le 16 novembre, une licence est remise au site de Vikersund et les épreuves sont donc reprogrammées. 
29 sites accueillent des épreuves de la coupe du monde messieurs (20) et dames (13) cette saison. Le site d'Oberstdorf accueille deux fois les messieurs, dont une pour la Tournée des quatre tremplins et celui de Lillehammer accueille deux fois les dames au cours de la saison, une première pour le Lillehammer Triple en début de saison et une deuxième lors du Raw Air.

### Willigen Five
Compétition créée en 2018, le Willigen Five s'étends sur 3 jours (qualification du vendredi, épreuve du samedi et épreuve du dimanche). Le vainqueur est le sauteur qui aura la plus grande somme de points durant les 5 sauts. (saut de la qualification, les deux sauts du samedi et les deux sauts du dimanche).

### Raw Air
Compétition créée en 2017, le Raw Air s'étends sur une semaine complète et sur 4 tremplins norvégiens (Oslo, Trondheim, Lillehammer et Vikersund). Le vainqueur est le sauteur qui aura la plus grande somme de points durant 16 sauts. (4 sauts de qualification, 8 sauts durant les quatre épreuves individuelles et 4 sauts durant les deux épreuves par équipes).

### Planica 7
Compétition créée en 2018, le Planica 7 s'étends sur 4 jours (qualification du jeudi, épreuves individuelles du vendredi et dimanche et enfin épreuve par équipe du samedi). Le vainqueur est le sauteur qui aura la plus grande somme de points durant les 7 sauts. (saut de la qualification, 4 sauts durant les épreuves individuelles et 2 sauts durant l'épreuve par équipes).
| [[Fichier:Europe laea location map with borders.svg\|720px\|{{#if:\|{{{alt}}}\|Coupe du monde de saut à ski 2018-2019 est dans la page Europe.]]Kuusamo/Ruka Nijni Taguil Tchaïkovski Engelberg Wisła Zakopane Prémanon Lahti Holmenkollen Vikersund Lillehammer Val'd'Fiemme Trondheim Râșnov Ljubno Planica Coupe du monde de saut à ski 2018-2019 (Europe) |

| [[Fichier:Germany2 location map.svg\|200px\|{{#if:\|{{{alt}}}\|Coupe du monde de saut à ski 2018-2019 est dans la page Allemagne.]]Titisee Oberstdorf Garmisch Willingen Coupe du monde de saut à ski 2018-2019 (Allemagne) |

| [[Fichier:Austria adm location map.svg\|200px\|{{#if:\|{{{alt}}}\|Coupe du monde de saut à ski 2018-2019 est dans la page Autriche.]]Innsbruck Bischofshofen Kulm Hinzenbach Coupe du monde de saut à ski 2018-2019 (Autriche) |

| [[Fichier:Asia_laea_location_map.svg\|200px\|{{#if:\|{{{alt}}}\|Coupe du monde de saut à ski 2018-2019 est dans la page Asie.]]Sapporo Tchaïkovski Nijni Taguil Zaō Coupe du monde de saut à ski 2018-2019 (Asie) |

 Tournée des Quatre tremplins
 Raw Air
 Planica7
 Willingen Five
 Russia Tour Blue Bird

## Attribution des points
Les manches de Coupe du monde donnent lieu à l'attribution de points, dont le total détermine le classement général de la Coupe du monde.
Ces points sont attribués selon cette répartition :
| Place  | 1   | 2  | 3  | 4  | 5  | 6  | 7  | 8  | 9  | 10 | 11 | 12 | 13 | 14 | 15 | 16 | 17 | 18 | 19 | 20 | 21 | 22 | 23 | 24 | 25 | 26 | 27 | 28 | 29 | 30 |
| ------ | --- | -- | -- | -- | -- | -- | -- | -- | -- | -- | -- | -- | -- | -- | -- | -- | -- | -- | -- | -- | -- | -- | -- | -- | -- | -- | -- | -- | -- | -- |
| Points | 100 | 80 | 60 | 50 | 45 | 40 | 36 | 32 | 29 | 26 | 24 | 22 | 20 | 18 | 16 | 15 | 14 | 13 | 12 | 11 | 10 | 9  | 8  | 7  | 6  | 5  | 4  | 3  | 2  | 1  |

## Classements

### Hommes
| Rang | Nom                  | Points | Victoire(s) |
| ---- | -------------------- | ------ | ----------- |
| 1    | Ryōyū Kobayashi      | 2085   | 13          |
| 2    | Stefan Kraft         | 1349   | 4           |
| 3    | Kamil Stoch          | 1288   | 2           |
| 4    | Piotr Żyła           | 1131   | -           |
| 5    | Dawid Kubacki        | 988    | 1           |
| 6    | Robert Johansson     | 974    | 1           |
| 7    | Markus Eisenbichler  | 937    | 1           |
| 8    | Johann André Forfang | 892    | 1           |
| 9    | Timi Zajc            | 833    | 1           |
| 10   | Karl Geiger          | 765    | 2           |

| Rang | Nom                  | Points | Victoire(s) |
| ---- | -------------------- | ------ | ----------- |
| 1    | Ryōyū Kobayashi      | 407    | 2           |
| 2    | Markus Eisenbichler  | 371    | 1           |
| 3    | Piotr Żyła           | 289    | -           |
| 4    | Domen Prevc          | 271    | 1           |
| 5    | Dawid Kubacki        | 251    | -           |
| 6    | Timi Zajc            | 250    | 1           |
| 7    | Kamil Stoch          | 244    | 1           |
| 8    | Stefan Kraft         | 228    | -           |
| 9    | Johann André Forfang | 200    | -           |
| 10   | Evgeniy Klimov       | 158    | -           |

| Rang | Nation    | Points |
| ---- | --------- | ------ |
| 1    | Pologne   | 6083   |
| 2    | Allemagne | 5650   |
| 3    | Japon     | 4813   |
| 4    | Autriche  | 4530   |
| 5    | Norvège   | 3943   |
| 6    | Slovénie  | 3736   |
| 7    | Suisse    | 1467   |
| 8    | Tchéquie  | 1056   |
| 9    | Russie    | 867    |
| 10   | Finlande  | 396    |

| Rang | Nom                 | Points |
| ---- | ------------------- | ------ |
| 1    | Ryōyū Kobayashi     | 1098.0 |
| 2    | Markus Eisenbichler | 1035.9 |
| 3    | Stephan Leyhe       | 1014.1 |
| 4    | Dawid Kubacki       | 1010.8 |
| 5    | Roman Koudelka      | 1006.3 |
| 6    | Kamil Stoch         | 994.0  |
| 7    | Andreas Stjernen    | 988.0  |
| 8    | Robert Johansson    | 983.2  |
| 9    | Daniel Huber        | 970.4  |
| 10   | Killian Peier       | 959.3  |

| Rang | Nom             | Points |
| ---- | --------------- | ------ |
| 1    | Ryōyū Kobayashi | 737.5  |
| 2    | Piotr Żyła      | 708.6  |
| 3    | Karl Geiger     | 708.0  |
| 4    | Kamil Stoch     | 697.4  |
| 5    | Dawid Kubacki   | 685.7  |
| 6    | Timi Zajc       | 683.3  |
| 7    | Stefan Kraft    | 671.8  |
| 8    | Evgeniy Klimov  | 670.1  |
| 9    | Richard Freitag | 669.8  |
| 10   | Killian Peier   | 664.5  |

| Rang | Nom                 | Points |
| ---- | ------------------- | ------ |
| 1    | Ryōyū Kobayashi     | 2461.5 |
| 2    | Stefan Kraft        | 2458.6 |
| 3    | Robert Johansson    | 2351.6 |
| 4    | Markus Eisenbichler | 2296.8 |
| 5    | Johann A. Forfang   | 2265.3 |
| 6    | Simon Ammann        | 2196.5 |
| 7    | Dawid Kubacki       | 2196.0 |
| 8    | Jakub Wolny         | 2187.1 |
| 9    | Kamil Stoch         | 2147.6 |
| 10   | Evgeniy Klimov      | 2144.1 |

| Rang | Nom                 | Points |
| ---- | ------------------- | ------ |
| 1    | Ryōyū Kobayashi     | 1601.3 |
| 2    | Markus Eisenbichler | 1572.1 |
| 3    | Timi Zajc           | 1513.5 |
| 4    | Piotr Żyła          | 1507.4 |
| 5    | Domen Prevc         | 1499.8 |
| 6    | Karl Geiger         | 1446.9 |
| 7    | Dawid Kubacki       | 1446.2 |
| 8    | Simon Ammann        | 1431.7 |
| 9    | Johann A. Forfang   | 1428.6 |
| 10   | Jakub Wolny         | 1420.4 |

### Dames
| Rang | Nom                    | Points |
| ---- | ---------------------- | ------ |
| 1    | Maren Lundby           | 1909   |
| 2    | Katharina Althaus      | 1493   |
| 3    | Juliane Seyfarth       | 1451   |
| 4    | Sara Takanashi         | 1190   |
| 5    | Nika Križnar           | 826    |
| 6    | Eva Pinkelnig          | 825    |
| 7    | Anna Odine Strøm       | 717    |
| 8    | Daniela Iraschko-Stolz | 701    |
| 9    | Carina Vogt            | 686    |
| 10   | Chiara Hölzl           | 644    |

| Rang | Nation     | Points |
| ---- | ---------- | ------ |
| 1    | Allemagne  | 5220   |
| 2    | Norvège    | 3443   |
| 3    | Autriche   | 3192   |
| 4    | Japon      | 2969   |
| 5    | Slovénie   | 2751   |
| 6    | Russie     | 1753   |
| 7    | Italie     | 624    |
| 8    | France     | 423    |
| 9    | États-Unis | 133    |
| 10   | Chine      | 107    |

| Rang | Nom                    | Points |
| ---- | ---------------------- | ------ |
| 1    | Katharina Althaus      | 750.4  |
| 2    | Juliane Seyfarth       | 729.6  |
| 3    | Ramona Straub          | 715.1  |
| 4    | Lidiia Iakovleva       | 713.9  |
| 5    | Daniela Iraschko-Stolz | 708.8  |
| 6    | Maren Lundby           | 698.9  |
| 7    | Eva Pinkelnig          | 698.3  |
| 8    | Carina Vogt            | 687.9  |
| 9    | Ema Klinec             | 685.4  |
| 10   | Nika Križnar           | 674.1  |

| Rang | Nom                    | Points |
| ---- | ---------------------- | ------ |
| 1    | Maren Lundby           | 1144.6 |
| 2    | Katharina Althaus      | 1088.1 |
| 3    | Juliane Seyfarth       | 1066.3 |
| 4    | Daniela Iraschko-Stolz | 1055.9 |
| 5    | Eva Pinkelnig          | 1033.8 |
| 6    | Yūki Itō               | 972.2  |
| 7    | Sara Takanashi         | 971.1  |
| 8    | Chiara Hölzl           | 954.1  |
| 9    | Nika Križnar           | 948.7  |
| 10   | Anna Odine Strøm       | 938.9  |

| Rang | Nom                        | Points |
| ---- | -------------------------- | ------ |
| 1    | Juliane Seyfarth           | 959.9  |
| 2    | Maren Lundby               | 939.0  |
| 3    | Katharina Althaus          | 896.9  |
| 4    | Chiara Hölzl               | 861.3  |
| 5    | Nika Križnar               | 861.0  |
| 6    | Sara Takanashi             | 857.8  |
| 7    | Jacqueline Seifriedsberger | 848.5  |
| 8    | Urša Bogataj               | 841.4  |
| 9    | Eva Pinkelnig              | 841.2  |
| 10   | Yūki Itō                   | 823.1  |

## Calendrier

### Messieurs

#### Épreuves individuelles
| Étape                                                                     | Lieu                                       | Tremplin                                   | Date                                       | Vainqueur | Deuxième | Troisième | Leader du Général |
| 1                                                                         | Wisła                                      | HS 134                                     | 18 novembre 2018                           | Evgeniy Klimov | Stephan Leyhe | Ryōyū Kobayashi | Evgeniy Klimov |
| 2                                                                         | Ruka                                       | HS 142                                     | 24 novembre 2018                           | Ryōyū Kobayashi | Kamil Stoch | Piotr Żyła | Ryōyū Kobayashi |
| 3                                                                         | Ruka                                       | HS 142                                     | 25 novembre 2018                           | Ryōyū Kobayashi | Andreas Wellinger | Kamil Stoch | Ryōyū Kobayashi |
| 4                                                                         | Nijni Taguil                               | HS 134                                     | 1er décembre 2018                          | Johann André Forfang | Piotr Żyła | Ryōyū Kobayashi | Ryōyū Kobayashi |
| 5                                                                         | Nijni Taguil                               | HS 134                                     | 2 décembre 2018                            | Ryōyū Kobayashi | Johann André Forfang | Piotr Żyła | Ryōyū Kobayashi |
| -                                                                         | Titisee-Neustadt                           | HS 142                                     | 9 décembre 2018                            | Épreuve annulée en raison du manque de neige et des conditions météorologiques et reportée à Oberstdorf dans une épreuve de Vol à ski le 1er février. | Épreuve annulée en raison du manque de neige et des conditions météorologiques et reportée à Oberstdorf dans une épreuve de Vol à ski le 1er février. | Épreuve annulée en raison du manque de neige et des conditions météorologiques et reportée à Oberstdorf dans une épreuve de Vol à ski le 1er février. | Épreuve annulée en raison du manque de neige et des conditions météorologiques et reportée à Oberstdorf dans une épreuve de Vol à ski le 1er février. |
| 6                                                                         | Engelberg                                  | HS 140                                     | 15 décembre 2018                           | Karl Geiger | Piotr Żyła | Daniel Huber | Ryōyū Kobayashi |
| 7                                                                         | Engelberg                                  | HS 140                                     | 16 décembre 2018                           | Ryōyū Kobayashi | Piotr Żyła | Kamil Stoch | Ryōyū Kobayashi |
| 67e Tournée des 4 tremplins (30 décembre 2018 au 6 janvier 2019)          |                                            |                                            |                                            | | | | |
| 8                                                                         | Oberstdorf                                 | HS 137                                     | 30 décembre 2018                           | Ryōyū Kobayashi | Markus Eisenbichler | Stefan Kraft | Ryōyū Kobayashi |
| 9                                                                         | Garmisch                                   | HS 140                                     | 1er janvier 2019                           | Ryōyū Kobayashi | Markus Eisenbichler | Dawid Kubacki | Ryōyū Kobayashi |
| 10                                                                        | Innsbruck                                  | HS 130                                     | 4 janvier 2019                             | Ryōyū Kobayashi | Stefan Kraft | Andreas Stjernen | Ryōyū Kobayashi |
| 11                                                                        | Bischofshofen                              | HS 140                                     | 6 janvier 2019                             | Ryōyū Kobayashi | Stefan Kraft | Stephan Leyhe | Ryōyū Kobayashi |
| Tournée des 4 tremplins - Classement final                                | Tournée des 4 tremplins - Classement final | Tournée des 4 tremplins - Classement final | Tournée des 4 tremplins - Classement final | Ryōyū Kobayashi | Markus Eisenbichler | Stephan Leyhe | |
| 12                                                                        | Val di Fiemme                              | HS 135                                     | 12 janvier 2019                            | Ryōyū Kobayashi | Dawid Kubacki | Kamil Stoch | Ryōyū Kobayashi |
| 13                                                                        | Val di Fiemme                              | HS 135                                     | 13 janvier 2019                            | Dawid Kubacki | Stefan Kraft | Kamil Stoch | Ryōyū Kobayashi |
| 14                                                                        | Zakopane                                   | HS 134                                     | 20 janvier 2019                            | Stefan Kraft | Robert Johansson | Yukiya Satō | Ryōyū Kobayashi |
| 15                                                                        | Sapporo                                    | HS 137                                     | 26 janvier 2019                            | Stefan Kraft | Kamil Stoch | Robert Johansson | Ryōyū Kobayashi |
| 16                                                                        | Sapporo                                    | HS 137                                     | 27 janvier 2019                            | Stefan Kraft | Timi Zajc | Ryōyū Kobayashi | Ryōyū Kobayashi |
| 17                                                                        | Oberstdorf                                 | HS 235                                     | 1er février 2019                           | Timi Zajc | Dawid Kubacki | Markus Eisenbichler | Ryōyū Kobayashi |
| 18                                                                        | Oberstdorf                                 | HS 235                                     | 2 février 2019                             | Ryōyū Kobayashi | Markus Eisenbichler | Stefan Kraft | Ryōyū Kobayashi |
| 19                                                                        | Oberstdorf                                 | HS 235                                     | 3 février 2019                             | Kamil Stoch | Evgeniy Klimov | Dawid Kubacki | Ryōyū Kobayashi |
| 20                                                                        | Lahti                                      | HS 130                                     | 10 février 2019                            | Kamil Stoch | Ryōyū Kobayashi | Robert Johansson | Ryōyū Kobayashi |
| 2e édition du Willingen Five (15 au 17 février 2019)                      |                                            |                                            |                                            | | | | |
| 21                                                                        | Willingen                                  | HS 145                                     | 16 février 2019                            | Karl Geiger | Kamil Stoch | Ryōyū Kobayashi | Ryōyū Kobayashi |
| 22                                                                        | Willingen                                  | HS 145                                     | 17 février 2019                            | Ryōyū Kobayashi | Markus Eisenbichler | Piotr Żyła | Ryōyū Kobayashi |
| Willingen Five - Classement Final                                         | Willingen Five - Classement Final          | Willingen Five - Classement Final          | Willingen Five - Classement Final          | Ryōyū Kobayashi | Piotr Żyła | Karl Geiger | |
| Seefeld Championnats du monde de ski nordique (20 février au 3 mars 2019) |                                            |                                            |                                            | | | | |
| 3e édition du Raw Air (8 au 17 mars 2019)                                 |                                            |                                            |                                            | | | | |
| 23                                                                        | Oslo                                       | HS 134                                     | 10 mars 2019                               | Robert Johansson | Stefan Kraft | Peter Prevc | Ryōyū Kobayashi |
| 24                                                                        | Lillehammer                                | HS 138                                     | 12 mars 2019                               | Stefan Kraft | Robert Johansson | Ryōyū Kobayashi | Ryōyū Kobayashi |
| 25                                                                        | Trondheim                                  | HS 138                                     | 14 mars 2019                               | Ryōyū Kobayashi | Andreas Stjernen | Stefan Kraft | Ryōyū Kobayashi |
| 26                                                                        | Vikersund                                  | HS 240                                     | 17 mars 2019                               | Domen Prevc | Ryōyū Kobayashi | Stefan Kraft | Ryōyū Kobayashi |
| Raw Air - Classement Final                                                | Raw Air - Classement Final                 | Raw Air - Classement Final                 | Raw Air - Classement Final                 | Ryōyū Kobayashi | Stefan Kraft | Robert Johansson | |
| 2e édition du Planica7 (21 au 24 mars 2019)                               |                                            |                                            |                                            | | | | |
| 27                                                                        | Planica                                    | HS 240                                     | 22 mars 2019                               | Markus Eisenbichler | Ryōyū Kobayashi | Piotr Żyła | Ryōyū Kobayashi |
| 28                                                                        | Planica                                    | HS 240                                     | 24 mars 2019                               | Ryōyū Kobayashi | Domen Prevc | Markus Eisenbichler | Ryōyū Kobayashi |
| Planica7 - Classement Final                                               | Planica7 - Classement Final                | Planica7 - Classement Final                | Planica7 - Classement Final                | Ryōyū Kobayashi | Markus Eisenbichler | Timi Zajc | |

#### Épreuves par équipes
| Étape                                                                     | Lieu             | Tremplin | Date             | Vainqueurs                                                                                      | Deuxièmes                                                                                       | Troisièmes                                                                                      |
| ------------------------------------------------------------------------- | ---------------- | -------- | ---------------- | ----------------------------------------------------------------------------------------------- | ----------------------------------------------------------------------------------------------- | ----------------------------------------------------------------------------------------------- |
| 1                                                                         | Wisła            | HS 134   | 17 novembre 2018 | Pologne - Piotr Żyła - Jakub Wolny - Dawid Kubacki - Kamil Stoch                                | Allemagne - Karl Geiger - Markus Eisenbichler - Stephan Leyhe - Richard Freitag                 | Autriche - Michael Hayböck - Clemens Aigner - Daniel Huber - Stefan Kraft                       |
| -                                                                         | Titisee-Neustadt | HS 142   | 8 décembre 2018  | Épreuve annulée en raison des conditions météorologiques et reportée à Willingen le 15 février. | Épreuve annulée en raison des conditions météorologiques et reportée à Willingen le 15 février. | Épreuve annulée en raison des conditions météorologiques et reportée à Willingen le 15 février. |
| 2                                                                         | Zakopane         | HS 134   | 19 janvier 2019  | Allemagne - Karl Geiger - Markus Eisenbichler - David Siegel - Stephan Leyhe                    | Autriche - Daniel Huber - Jan Hörl - Michael Hayböck - Stefan Kraft                             | Pologne - Piotr Żyła - Maciej Kot - Kamil Stoch - Dawid Kubacki                                 |
| 3                                                                         | Lahti            | HS 130   | 9 février 2019   | Autriche - Philipp Aschenwald - Gregor Schlierenzauer - Michael Hayböck - Stefan Kraft          | Allemagne - Karl Geiger - Richard Freitag - Andreas Wellinger - Stephan Leyhe                   | Japon - Yukiya Satō - Daiki Itō - Junshirō Kobayashi - Ryōyū Kobayashi                          |
| 4                                                                         | Willingen        | HS 145   | 15 février 2019  | Pologne - Piotr Żyła - Jakub Wolny - Dawid Kubacki - Kamil Stoch                                | Allemagne - Karl Geiger - Richard Freitag - Markus Eisenbichler - Stephan Leyhe                 | Slovénie - Anže Semenič - Peter Prevc - Jernej Damjan - Timi Zajc                               |
| Seefeld Championnats du monde de ski nordique (20 février au 3 mars 2019) |                  |          |                  |                                                                                                 |                                                                                                 |                                                                                                 |
| 3e édition du Raw Air (8 au 17 mars 2019)                                 |                  |          |                  |                                                                                                 |                                                                                                 |                                                                                                 |
| 5                                                                         | Oslo             | HS 134   | 9 mars 2019      | Norvège - Johann André Forfang - Robin Pedersen - Marius Lindvik - Robert Johansson             | Japon - Yukiya Satō - Noriaki Kasai - Junshiro Kobayashi - Ryoyu Kobayashi                      | Autriche - Manuel Fettner - Michael Hayböck - Philipp Aschenwald - Stefan Kraft                 |
| 6                                                                         | Vikersund        | HS 240   | 16 mars 2019     | Slovénie - Anže Semenič - Peter Prevc - Domen Prevc - Timi Zajc                                 | Allemagne - Constantin Schmid - Richard Freitag - Karl Geiger - Markus Eisenbichler             | Autriche - Michael Hayböck - Philipp Aschenwald - Daniel Huber - Stefan Kraft                   |
|                                                                           |                  |          |                  |                                                                                                 |                                                                                                 |                                                                                                 |
| 2e édition du Planica7 (21 au 24 mars 2019)                               |                  |          |                  |                                                                                                 |                                                                                                 |                                                                                                 |
| 7                                                                         | Planica          | HS 240   | 23 mars 2019     | Pologne - Jakub Wolny - Kamil Stoch - Dawid Kubacki - Piotr Żyła                                | Allemagne - Constantin Schmid - Karl Geiger - Richard Freitag - Markus Eisenbichler             | Slovénie - Anže Semenič - Peter Prevc - Domen Prevc - Timi Zajc                                 |
|                                                                           |                  |          |                  |                                                                                                 |                                                                                                 |                                                                                                 |

### Dames

#### Épreuves individuelles
| Étape                                                                     | Lieu                                     | Tremplin                                 | Date                                     | Vainqueur                                                                      | Deuxième                                                                       | Troisième                                                                      | Leader du Général                                                              |  |
| 2e édition du Lillehammer Triple (30 novembre au 2 décembre 2018)         |                                          |                                          |                                          |                                                                                |                                                                                |                                                                                |                                                                                |  |
| 1                                                                         | Lillehammer                              | HS 98                                    | 30 novembre 2018                         | Juliane Seyfarth                                                               | Maren Lundby                                                                   | Sara Takanashi                                                                 | Juliane Seyfarth                                                               |  |
| 2                                                                         | Lillehammer                              | HS 98                                    | 1er décembre 2018                        | Lidiia Iakovleva                                                               | Maren Lundby                                                                   | Ema Klinec                                                                     | Maren Lundby                                                                   |  |
| 3                                                                         | Lillehammer                              | HS 140                                   | 2 décembre 2018                          | Katharina Althaus                                                              | Ramona Straub                                                                  | Daniela Iraschko-Stolz                                                         | Katharina Althaus                                                              |  |
| Lillehammer Triple - Classement Final                                     | Lillehammer Triple - Classement Final    | Lillehammer Triple - Classement Final    | Lillehammer Triple - Classement Final    | Katharina Althaus                                                              | Juliane Seyfarth                                                               | Ramona Straub                                                                  |                                                                                |  |
| -                                                                         | Titisee-Neustadt                         | HS 142                                   | 9 décembre 2018                          | Épreuve annulée en raison du manque de neige et des conditions météorologiques | Épreuve annulée en raison du manque de neige et des conditions météorologiques | Épreuve annulée en raison du manque de neige et des conditions météorologiques | Épreuve annulée en raison du manque de neige et des conditions météorologiques |  |
| 4                                                                         | Prémanon                                 | HS 90                                    | 15 décembre 2018                         | Katharina Althaus                                                              | Sara Takanashi                                                                 | Ema Klinec                                                                     | Katharina Althaus                                                              |  |
| 5                                                                         | Prémanon                                 | HS 90                                    | 16 décembre 2018                         | Katharina Althaus                                                              | Maren Lundby                                                                   | Sara Takanashi                                                                 | Katharina Althaus                                                              |  |
| 6                                                                         | Sapporo                                  | HS 137                                   | 12 janvier 2019                          | Daniela Iraschko-Stolz                                                         | Juliane Seyfarth                                                               | Maren Lundby                                                                   | Katharina Althaus                                                              |  |
| 7                                                                         | Sapporo                                  | HS 137                                   | 13 janvier 2019                          | Maren Lundby                                                                   | Katharina Althaus                                                              | Juliane Seyfarth                                                               | Katharina Althaus                                                              |  |
| 8                                                                         | Zaō                                      | HS 102                                   | 18 janvier 2019                          | Daniela Iraschko-Stolz                                                         | Sara Takanashi                                                                 | Katharina Althaus                                                              | Katharina Althaus                                                              |  |
| 9                                                                         | Zaō                                      | HS 102                                   | 20 janvier 2019                          | Maren Lundby                                                                   | Anna Odine Strøm                                                               | Carina Vogt                                                                    | Katharina Althaus                                                              |  |
| 10                                                                        | Rasnov                                   | HS 97                                    | 26 janvier 2019                          | Maren Lundby                                                                   | Katharina Althaus                                                              | Sara Takanashi                                                                 | Katharina Althaus                                                              |  |
| 11                                                                        | Rasnov                                   | HS 97                                    | 27 janvier 2019                          | Maren Lundby                                                                   | Carina Vogt                                                                    | Juliane Seyfarth                                                               | Maren Lundby                                                                   |  |
| 12                                                                        | Hinzenbach                               | HS 90                                    | 2 février 2019                           | Maren Lundby                                                                   | Juliane Seyfarth                                                               | Katharina Althaus                                                              | Maren Lundby                                                                   |  |
| 13                                                                        | Hinzenbach                               | HS 90                                    | 3 février 2019                           | Maren Lundby                                                                   | Sara Takanashi                                                                 | Katharina Althaus                                                              | Maren Lundby                                                                   |  |
| 14                                                                        | Ljubno                                   | HS 94                                    | 8 février 2019                           | Maren Lundby                                                                   | Sara Takanashi                                                                 | Urša Bogataj                                                                   | Maren Lundby                                                                   |  |
| 15                                                                        | Ljubno                                   | HS 94                                    | 10 février 2019                          | Sara Takanashi                                                                 | Maren Lundby                                                                   | Juliane Seyfarth                                                               | Maren Lundby                                                                   |  |
| 16                                                                        | Oberstdorf                               | HS 137                                   | 16 février 2019                          | Maren Lundby                                                                   | Katharina Althaus                                                              | Urša Bogataj                                                                   | Maren Lundby                                                                   |  |
| 17                                                                        | Oberstdorf                               | HS 137                                   | 17 février 2019                          | Maren Lundby                                                                   | Juliane Seyfarth                                                               | Sara Takanashi                                                                 | Maren Lundby                                                                   |  |
| Seefeld Championnats du monde de ski nordique (20 février au 3 mars 2019) |                                          |                                          |                                          |                                                                                |                                                                                |                                                                                |                                                                                |  |
| 1re édition du Raw Air (9 au 14 mars 2019)                                |                                          |                                          |                                          |                                                                                |                                                                                |                                                                                |                                                                                |  |
| 18                                                                        | Oslo                                     | HS 134                                   | 10 mars 2019                             | Daniela Iraschko-Stolz                                                         | Juliane Seyfarth                                                               | Katharina Althaus                                                              | Maren Lundby                                                                   |  |
| 19                                                                        | Lillehammer                              | HS 140                                   | 12 mars 2019                             | Maren Lundby                                                                   | Katharina Althaus                                                              | Eva Pinkelnig                                                                  | Maren Lundby                                                                   |  |
| 20                                                                        | Trondheim                                | HS 140                                   | 14 mars 2019                             | Maren Lundby                                                                   | Juliane Seyfarth                                                               | Eva Pinkelnig                                                                  | Maren Lundby                                                                   |  |
| Raw Air - Classement Final                                                | Raw Air - Classement Final               | Raw Air - Classement Final               | Raw Air - Classement Final               | Maren Lundby                                                                   | Katharina Althaus                                                              | Juliane Seyfarth                                                               |                                                                                |  |
| 1re édition du Russia Tour Blue Bird (16 au 24 mars 2019)                 |                                          |                                          |                                          |                                                                                |                                                                                |                                                                                |                                                                                |  |
| 21                                                                        | Nijni Taguil                             | HS 100                                   | 16 mars 2019                             | Juliane Seyfarth                                                               | Maren Lundby                                                                   | Anna Odine Strøm                                                               | Maren Lundby                                                                   |  |
| 22                                                                        | Nijni Taguil                             | HS 100                                   | 17 mars 2019                             | Juliane Seyfarth                                                               | Maren Lundby                                                                   | Katharina Althaus                                                              | Maren Lundby                                                                   |  |
| 23                                                                        | Tchaïkovski                              | HS 102                                   | 23 mars 2019                             | Juliane Seyfarth                                                               | Katharina Althaus                                                              | Sara Takanashi                                                                 | Maren Lundby                                                                   |  |
| 24                                                                        | Tchaïkovski                              | HS 140                                   | 24 mars 2019                             | Maren Lundby                                                                   | Juliane Seyfarth                                                               | Nika Križnar                                                                   | Maren Lundby                                                                   |  |
| Russia Tour Blue Bird - Classement Final                                  | Russia Tour Blue Bird - Classement Final | Russia Tour Blue Bird - Classement Final | Russia Tour Blue Bird - Classement Final | Juliane Seyfarth                                                               | Maren Lundby                                                                   | Katharina Althaus                                                              |                                                                                |  |

#### Épreuves par équipes
| Étape                                                                     | Lieu   | Tremplin | Date            | Vainqueurs                                                                      | Deuxièmes                                                                                     | Troisièmes                                                                       |
| ------------------------------------------------------------------------- | ------ | -------- | --------------- | ------------------------------------------------------------------------------- | --------------------------------------------------------------------------------------------- | -------------------------------------------------------------------------------- |
| 1                                                                         | Zaō    | HS 102   | 19 janvier 2019 | Allemagne - Juliane Seyfarth - Ramona Straub - Carina Vogt - Katharina Althaus  | Autriche - Jacqueline Seifriedsberger - Eva Pinkelnig - Chiara Hölzl - Daniela Iraschko-Stolz | Japon - Yūki Itō - Yūka Setō - Kaori Iwabuchi - Sara Takanashi                   |
| 2                                                                         | Ljubno | HS 94    | 9 février 2019  | Allemagne - Carina Vogt - Anna Rupprecht - Juliane Seyfarth - Katharina Althaus | Slovénie - Jerneja Brecl - Spela Rogelj - Nika Kriznar - Urša Bogataj                         | Autriche - Jacqueline Seifriedsberger - Lisa Eder - Chiara Hölzl - Eva Pinkelnig |
| Seefeld Championnats du monde de ski nordique (20 février au 3 mars 2019) |        |          |                 |                                                                                 |                                                                                               |                                                                                  |